# Джордж Магаріс
Джордж Магаріс (англ. George Maharis; 1 вересня 1928, Нью-Йорк — 24 травня 2023, Беверлі-Гіллз, Каліфорнія) — американський актор грецького походження, найбільш відомий за роллю База Мердока в телесеріалі «Шосе 66», за яку в 1962 році він був номінований на прайм-тайм премію «Еммі» у номінації за найкращу чоловічу роль у драматичному телесеріалі.

## Життєпис
Джордж Магаріс народився 1 вересня 1928 року в районі Асторія, боро Квінз, штат Нью-Йорк, у грецькій родині, в якій крім нього було ще шестеро дітей. Батько Джорджа був ресторатором.
Закінчив державну середню школу у Флашингу (Квінз). Служив у Корпусі морської піхоти США. Навчався в Акторської студії.

## Вибрана фільмографія
- 1960 — «Вихід» (Exodus) — Йоав
- 1979-1982 — «Острів фантазій» — Доктор Гал Воркман
- 1982 — «Меч і чаклун» — Мачеллі
- 1993 — «Вона написала вбивство» — Майк Воллес